# 利亚皮切夫农村居民点
利亚皮切夫农村居民点（俄语：Ляпичевское сельское поселение）是俄罗斯联邦伏尔加格勒州卡拉奇区所属的一个农村居民点。其下辖有5个居民点，行政中心为利亚皮切夫。据2016年统计，该农村居民点的人口为2515人。